# Cletus Nelson Nwadike
Cletus Nelson Nwadike, född 1966 i Nigeria, är en svensk-nigeriansk fotograf, poet och författare.
Nwadike kom till Sverige 1990 som politisk flykting. Han talar igbo, hausa och engelska, men har valt att skriva på svenska. Han har gett ut fem diktsamlingar.  

## Priser och utmärkelser
- Östrabopriset 2006[5]

År 2025 är han nominerad i Sony World Photography Awards. 